# Robert Cissé
Robert Cissé (ur. 7 lipca 1968 w Bamako) – malijski duchowny rzymskokatolicki, w latach 2023–2024 biskup Sikasso, arcybiskup metropolita Bamako od 2024.

## Życiorys
Święcenia kapłańskie otrzymał 10 lipca 1993 i został inkardynowany do diecezji Sikasso. Był m.in. kierownikiem kurialnych komisji ds. powołań oraz ds. edukacji, krajowym dyrektorem Papieskich Dzieł Misyjnych, wikariuszem generalnym diecezji, a także dyrektorem części filozoficznej oraz rektorem seminarium w Bamako.
14 grudnia 2022 papież Franciszek mianował go biskupem ordynariuszem diecezji Sikasso. Sakry udzielił mu 11 lutego 2023 kardynał Jean Zerbo.
25 lipca 2024 został mianowany arcybiskupem metropolitą Bamako. Ingres odbył się 6 października 2024. Paliusz otrzymał z rąk papieża Leona XIV w dniu 29 czerwca 2025.